# Rivadávia Correia
Rivadávia da Cunha Correia (Santana do Livramento, 9 de julho de 1866 — Petrópolis, 9 de fevereiro de 1920) foi um escritor e político brasileiro.

## Família e formação
Rivadávia da Cunha Correia nasceu no dia 9 de julho de 1866, na cidade de Santana do Livramento, no Rio Grande do Sul, filho de José Bento Correia e de Ana Cunha Correia. Estudou em Porto Alegre e, depois, em São Paulo, onde se formou na Faculdade de Direito. Enquanto estudante, redigiu, junto a Raul Pompeia e Coelho Neto, o periódico A Onda.

## Carreira Política

### Deputado Constituinte em São Paulo
Rapidamente, juntou-se às causas abolicionistas e republicanas, entrando no Clube Republicano 20 de Setembro, em seu estado natal. Após a proclamação da República, elegeu-se deputado constituinte em São Paulo, 22ª Legislatura, de 1891 a 1893.

### Deputado Federal
Em 1894, elegeu-se para a 23ª Legislatura da Câmara dos Deputados, de 1894 a 1896, pelo Rio Grande do Sul e pelo Partido Republicano Rio-Grandense. Foi reeleito para as 24ª, de 1897 a 1899, e 25ª, de 1900 a 1902, legislaturas, não disputando mais a reeleição por romper com Júlio de Castilhos, chefe do PRR. Com a morte de Castilhos, em 1903, voltou para a cena política, elegendo-se, em 1904, para completar a 26ª Legislatura, de 1903 a 1905, do falecido deputado pelo Rio Grande do Sul Xavier do Vale.
Reelegeu-se para as 27ª, de 1906 a 1908, e 28ª, de 1909 a 1911, renunciando à última em 1910, quando fora empossado no Ministério da Justiça e dos Negócios Interiores. Enquanto deputado, integrou a Comissão dos 21, que analisou o projeto do Código Civil, e presidiu a Comissão de Diplomacia e Tratados, situação em que relatou o tratado sobre a Lagoa Mirim e mostrou-se favorável às obras de Rio Branco. Também foi relator da Comissão de Orçamento, propondo medidas para resolucionar a crise habitacional do Rio de Janeiro.

### Ministro da Justiça e dos Negócios Interiores
Nomeado pelo presidente e marechal Hermes da Fonseca, Rivadávia assumiu o ministério em 15 de novembro de 1910. No cargo, reformou o ensino e a justiça no Distrito Federal. Ademais, criou o vestibular, em 1911, na ideia de fazer um exame para selecionar quem poderia entrar nas universidades públicas, uma vez que o número de candidatos ao ensino superior passou a ser maior que o número de vagas.

### Ministro da Fazenda
Em 9 de maio de 1913, assumiu interinamente, após a renúncia de Francisco Antônio de Sales, o Ministério da Fazenda; assumiu efetivamente em 11 de agosto do mesmo ano e renunciou ao ministério anterior. Permaneceu no cargo até o final do governo.

### Prefeito do Distrito Federal e Senador
Com a posse de Venceslau Brás, em 1914, foi nomeado prefeito do Distrito Federal, cargo o qual renunciou, em 1916, após ser eleito para completar a 30ª Legislatura do Senado, de 1915 a 1917, do falecido senador pelo Rio Grande do Sul Pinheiro Machado, rival político de Venceslau Brás. Reelegeu-se para a 31ª Legislatura, de 1918 a 1920.
Rivadávia Correia faleceu no dia 9 de fevereiro de 1920, no exercício da senadoria, em Petrópolis.